# روبين موريرا فالديز
روبين موريرا فالديز (بالإسبانية: Rubén Moreira Valdez)‏ هو سياسي مكسيكي، ولد في 18 أبريل 1963 في سالتيو في المكسيك. حزبياً، نشط في الحزب الثوري المؤسساتي. وقد انتخب عضو مجلس النواب المكسيك.